# Göran Thorell
Göran Thorell, född 24 maj 1954 i Bromma, är en svensk skådespelare. Han studerade vid Statens scenskola i Stockholm 1978-1981.

## Filmografi i urval
- 1988 – Varuhuset (TV-serie)
- 1988 – Liv i luckan med julkalendern (TV-serie)
- 1990 – Kaninmannen
- 1990 – Werther
- 1996 – Silvermannen (TV-serie)
- 1997 – Beck – Lockpojken
- 1997 – Pelle Svanslös (TV-serie)
- 1998 – Glöm inte mamma! (TV-serie)
- 1998 – Pip-Larssons (TV-serie)
- 1999 – Trettondagsafton (TV-teater)
- 2000 – Den bästa sommaren
- 2000 – Pelle Svanslös och den stora skattjakten
- 2001 – Beck – Enslingen
- 2004 – Om Stig Petrés hemlighet
- 2005 – Wallander – Afrikanen
- 2013 – Barna Hedenhös uppfinner julen (TV-serie)
- 2016 – Maria Wern - De döda tiger
- 2018 – Ingen utan skuld (TV-serie)
- 2018 – Det som göms i snö (TV-serie)

## Teater

### Roller
| År   | Roll                            | Produktion                                                               | Regi               | Teater                 |
| ---- | ------------------------------- | ------------------------------------------------------------------------ | ------------------ | ---------------------- |
| 1983 |                                 | Hästen och tranan Leif Sundberg och Sara Lidman                          | Finn Poulsen       | Norrbottensteatern     |
| 1990 |                                 | Revisorn (Ревизо́р, Revizór) Nikolaj Gogol                                | Ragnar Lyth        | Boulevardteatern       |
| 1990 |                                 | Tolvskillingsoperan (Die Dreigroschenoper) Bertolt Brecht och Kurt Weill | Lars Göran Carlson | Parkteatern            |
| 1983 | Tim Allgood                     | Rampfeber (Noises Off) Michael Frayn                                     | Per Gerhard        | Vasateatern            |
| 1991 | Eddie                           | Stilla natt (Season's Greetings) Alan Ayckbourn                          | Jacob Nordenson    | Boulevardteatern       |
| 2001 | Grigorij Smirnov                | Björnen (Медведь, Medved) Anton Tjechov                                  | Bengt Järnblad     | Stockholms stadsteater |
| 2002 | Svärdsmidaren Trädgårdsmästaren | Mio, min Mio Kristina Lugn                                               | Stina Ancker       | Stockholms stadsteater |

### Fotnoter
1. ↑  ”Tidningsnotis”. Dagens Nyheter:  s. 15. 14 juni 1978. https://arkivet.dn.se/tidning/1978-06-14/158/15. Läst 8 mars 2018.
2. ↑  Bengt Jahnsson (6 mars 1983). ”Det eviga i Norrland”. Dagens Nyheter:  s. 18. https://arkivet.dn.se/tidning/1983-03-06/63/18. Läst 11 maj 2024.
3. ↑  ”Teaterannons”. DN På stan:  s. 12. 24 februari 1990. https://arkivet.dn.se/tidning/1990-02-24/11175-53/88. Läst 11 maj 2024.
4. ↑  Thore Soneson (20 juni 1980). ”Scenskolans utbildning: Horor och tiggare i parken”. Dagens Nyheter:  s. 12. https://arkivet.dn.se/tidning/1980-06-20/166/12. Läst 8 mars 2018.
5. ↑  Marcus Boldemann (24 september 1983). ”Succén är given - Strålande premiärer: Rasande rolig komedi”. Dagens Nyheter:  s. 20. http://arkivet.dn.se/arkivet/tidning/1983-09-24/259/20. Läst 30 augusti 2015.
6. ↑  Tove Ellefsen (7 oktober 1991). ”Intelligent svart komik: Boulevardteatern firar tragisk engelsk jul”. Dagens Nyheter:  s. B4. https://arkivet.dn.se/tidning/1991-10-07/273/18. Läst 14 april 2018.